# 反法西斯人民自由同盟
反法西斯人民自由同盟，是1946年至1962年間緬甸的執政黨，由昂山將軍、吳努等人於1940年代第二次世界大戰期間成立。

## 歷史
在緬甸脫離英國殖民管治後，昂山將軍於1946年起就任該國臨時總理，並在1947年贏得選舉勝利，但不幸於1947年7月19日遭刺殺，而總理及黨領導人由吳努擔任，1948年緬甸獨立後，吳努成為獨立後的第一任總理，反法西斯人民自由同盟成為緬甸的執政黨，並在獨立後接連三次大選中以壓倒性優勢勝出。
反法西斯人民自由同盟黨執政期間，與印度一樣支持不結盟運動，並于1950年與中華人民共和國建立外交關係，緬甸是最早與中華人民共和國建立外交關係的國家之一。在經濟方面偏向社會主義，把英國在殖民時期的資產國有化。
然而，由於緬甸軍方和文人官僚的長期政治矛盾加劇，1962年，吳努領導的政府為奈溫所推翻，緬甸至此進入軍事獨裁統治。